# 355e régiment d'artillerie
Pour les articles homonymes, voir 355e régiment.
Le 355e régiment d'artillerie est un régiment d'artillerie de l'armée française. Créé en 1924 comme régiment d'artillerie lourde portée (355e RALP), il combat pendant la Seconde Guerre mondiale et est dissout en juin 1940, pendant la bataille de France.

## Création et différentes dénominations
- 1er janvier 1924 : création
- 5 juin 1940 : dissous

## Historique

### Entre-deux-guerres

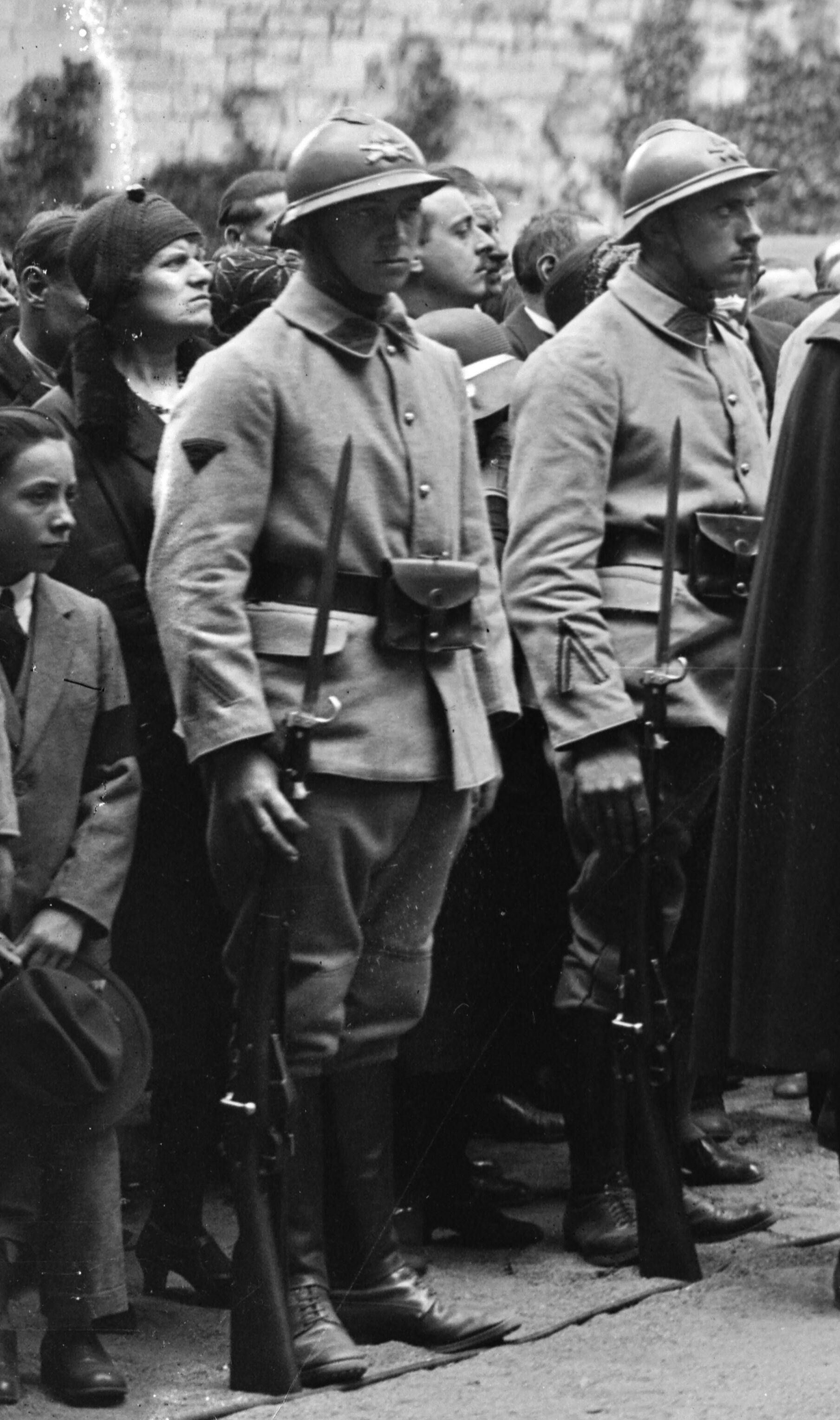
Deux militaires du assurant le service d'ordre lors des obsèques à Nantes de victimes du naufrage du Saint-Philibert, 18 juin 1931.

Le 355e RALP est créé le 1er janvier 1924 à partir des 45e et 51e régiments d'artillerie de campagne portée, rééquipés de canons de 105 mm L modèle 1913 portés sur camions. Il est rattaché au 11e corps d'armée et est caserné à Nantes,, caserne Mellinet.
En 1935, il prend le nom de 355e régiment d'artillerie automobile (355e RAA) mais cette dénomination est abandonnée avant 1939 pour éviter la confusion avec les régiments d'artillerie d'Afrique (également désignés RAA).
Fin mars 1939, la 111e batterie du 355e RALP est formée à Draguignan puis envoyée en Corse. Elle devient le XIIIe groupe du 363e RALP à la mobilisation de septembre 1939.

### Seconde Guerre mondiale
Après mobilisation de 1939, le 355e RALP est formé de trois groupes de 105 L portés, plus une 51e batterie à l'organe de défense côtière E.
Appartenant à la réserve générale, il rejoint la Lorraine le 9-10 octobre 1939 au début de la drôle de guerre, son Ier groupe étant rattaché au corps d'armée colonial dès le 4 octobre. Le 355e RALP est engagé avec le 11e corps dans la bataille de la Meuse à partir du 12 mai 1940. Il perd deux groupes sur trois. Les survivants rejoignent Montdidier où le régiment est dissous le 5 juin 1940 pour renforcer le 352e régiment d'artillerie portée. 

## Traditions

### Étendard

Dessin du revers de l'étendard du d'artillerie.

Il porte, cousues en lettres d'or dans ses plis, les inscriptions suivantes :
- Somme 1916
- L'Aisne 1917-1918

Ces inscriptions sont reprises de l'étendard du 45e régiment d'artillerie de campagne[réf. nécessaire], des traditions duquel le 355e RALP a héritées.
En 1950, l'étendard du 355e RA est confié au 457e groupe d'artillerie antiaérienne. Ce dernier est dissous en 1964.

### Insignes

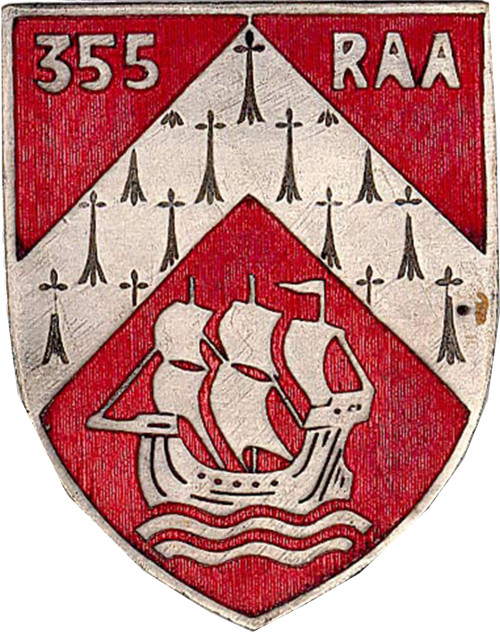
L'insigne du, premier type.

Le premier insigne du régiment est un écu de gueules chargé d'un chevron d'hermine, en chef l'inscription 355 RAA et en pointe un vaisseau à trois mats (issu des armes de Nantes).
L'insigne du régiment, second type, est un écu suisse, portant sur fond azur deux canons blancs en sautoir, en chef un écusson aux armes de Nantes et en pointe une patte de collet rouge de l'artillerie, chargée d'un camion portant un canon et du nombre 355.
La 111e batterie a disposé d'un insigne spécifique, avec une tête de maure faisant référence à la Corse.